# 馬圭 (南蘇丹)
馬圭（Magwi）是南蘇丹南部的小鎮，由东赤道州負責管轄，位於首都朱巴東南約140公里，距離尼穆萊約82公里，毗鄰與烏干達接壤的邊界，2010年人口41,778。

## 外部連結
- Location of Magwi At Google Maps